# Al·legoria de L'Orde de la Camàldula
L'Al·legoria de l'Orde de la Camàldula és el tema de dues pintures d'El Greco, conservades, l'una al Reial Col·legi del Corpus Christi de València, i l'altra a l'Instituto Valencia de Don Juan, de Madrid.
L'any 1597, Fra Juan de Castañiza va demanar permís a Felip II per establir a Espanya l'Orde Camaldulès. Tot i que la petició va fracassar, es va publicar a Madrid una història d'aquesta orde. F.J. Sánchez Cantón va suggerir que potser Fra Juan o els seus patrocinadors van encomanar aquests dos llenços a El Greco com a part de la documentació presentada a Felip II.

## Tema
Els tema d'aquestes obres és la representació dels dos Sants mercès als quals s'originà l'Orde de la Camàldula, així com la primera ermita d'aquest orde. Benet de Núrsia apareix a la part inferior esquerra, amb hàbit negre, mentre a la part dreta apareix Romuald de Ravenna, el fundador de l'Orde Camaldulès, vestit amb hàbit blanc. Sant Romuald porta a la seva mà dreta una vista paisatgística de l'ermita de la comunitat de l'orde a Camaldoli, vora Poppi, a la Toscana. Fray Juan de Castañiza degué proporcionar a El Greco un gravat o un dibuix d'aquesta ermita, però el mestre cretenc va desenvolupar el tema amb gran llibertat, transformant-lo en una composició molt interessant. Francisco Javier Sánchez Cantón va copiar la totalitat del poema llatí escrit sobre les portes, que lloa Sant Romuald.

## Anàlisi
La composició causa estranyesa perquè té l'estructura d'un gravat, apareixent el paisatge de la part superior amb una perspectiva que només és admesa en les representacions emblemàtiques. A la part inferior, els dos Sants fundadors són representats amb una qualitat pictòrica impressionant i un cànon molt allargat. Els dos Sants porten els seus atributs respectius, flanquejant una estructura arquitectònica on hi ha textos allotjats a les portes. Aquesta estructura flanquejada per les dues figures contribueix a donar a la composició un aspecte de gravat, o gairebé del frontispici d'un llibre. El Greco va representar el paisatge d'un camp amb les cel·les monacals individuals, distribuïdes a distàncies regulars al voltant d'un temple, la qual cosa dona una qualitat "primitiva" a aquest paisatge, però tanmateix mostra un gran naturalisme en les seves qualitats i les seves llums, que contrasten amb aquest "primitivisme". A la part superior de la pintura, hi ha representades muntanyes amb llums i ombres intenses i molt efectistes, tot i que no arriben a contrastar amb la resta del quadre, donada la poca àrea que ocupen amb respecte a la totalitat de l'obra.

### Versió del Reial Col·legi del Corpus Christi de València
Oli sobre llenç; 138 x 108 cm.; 1597 circa ; Reial Col·legi del Corpus Christi de València. Catàleg Wethey: 118
D'acord amb Harold Wethey, en aquest llenç El Greco va representar tant la separació de les cel·les com l'ornamentació del tabernacle d'una forma més curosa que en la versió de Madrid.
El paisatge circular verd, amb cel·les de color blau clar està pintat amb molta llibertat i execució il·lusionista. Un celatge de tempesta apareix sobre les muntanyes blaves i blanques.

### Versió de l'Instituto Valencia de Don Juan
Oli sobre llenç; 124 x 90 cm.; 1597 circa ; Instituto Valencia de Don Juan, Madrid; Catàleg Wethey: 119
Aquest llenç ha estat netejat i restaurat de forma considerable. Les paraules escrites sota el tabernacle diuen "Erimiticae vitae descriptio". L'escut situat sota Sant Benet fou identificat per Sánchez Cantón com el de els Condes de los Arcos y Añover, grans senyors de Toledo i possibles patrocinadors de la introducció de l'orde de la Camàldula. L'escut situat sota Sant Romuald no ha pogut ésser identificat.

#### Procedència
- Guillermo de Osma, Madrid (1908)